# Марлоффштайн
Марлоффштайн (нім. Marloffstein) — громада в Німеччині, розташована в землі Баварія. Підпорядковується адміністративному округу Середня Франконія. Входить до складу району Ерланген-Гехштадт. Складова частина об'єднання громад Уттенройт.
Площа — 6,63 км2. Населення становить 1569 ос. (станом на 31 грудня 2020).

## Галерея

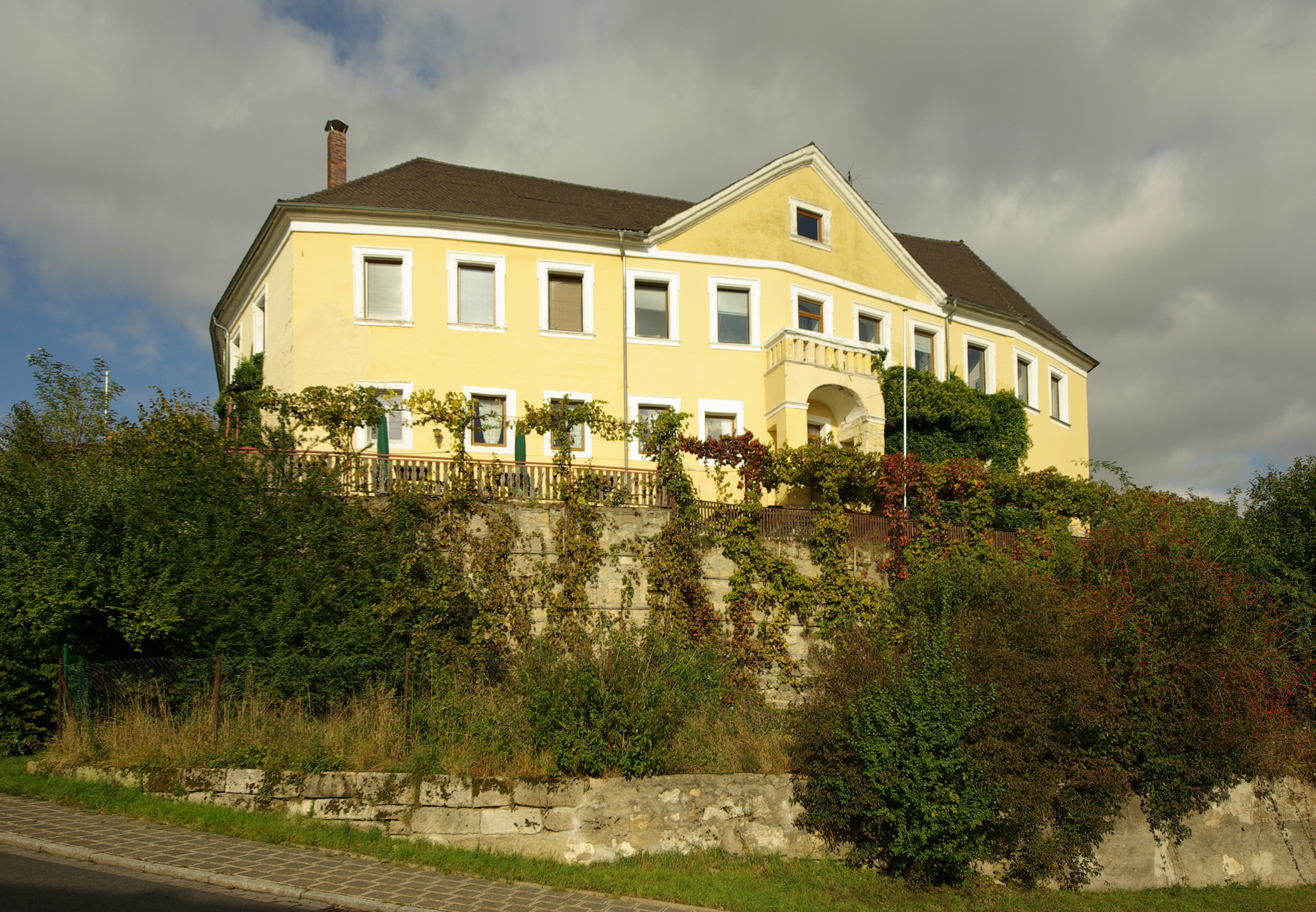
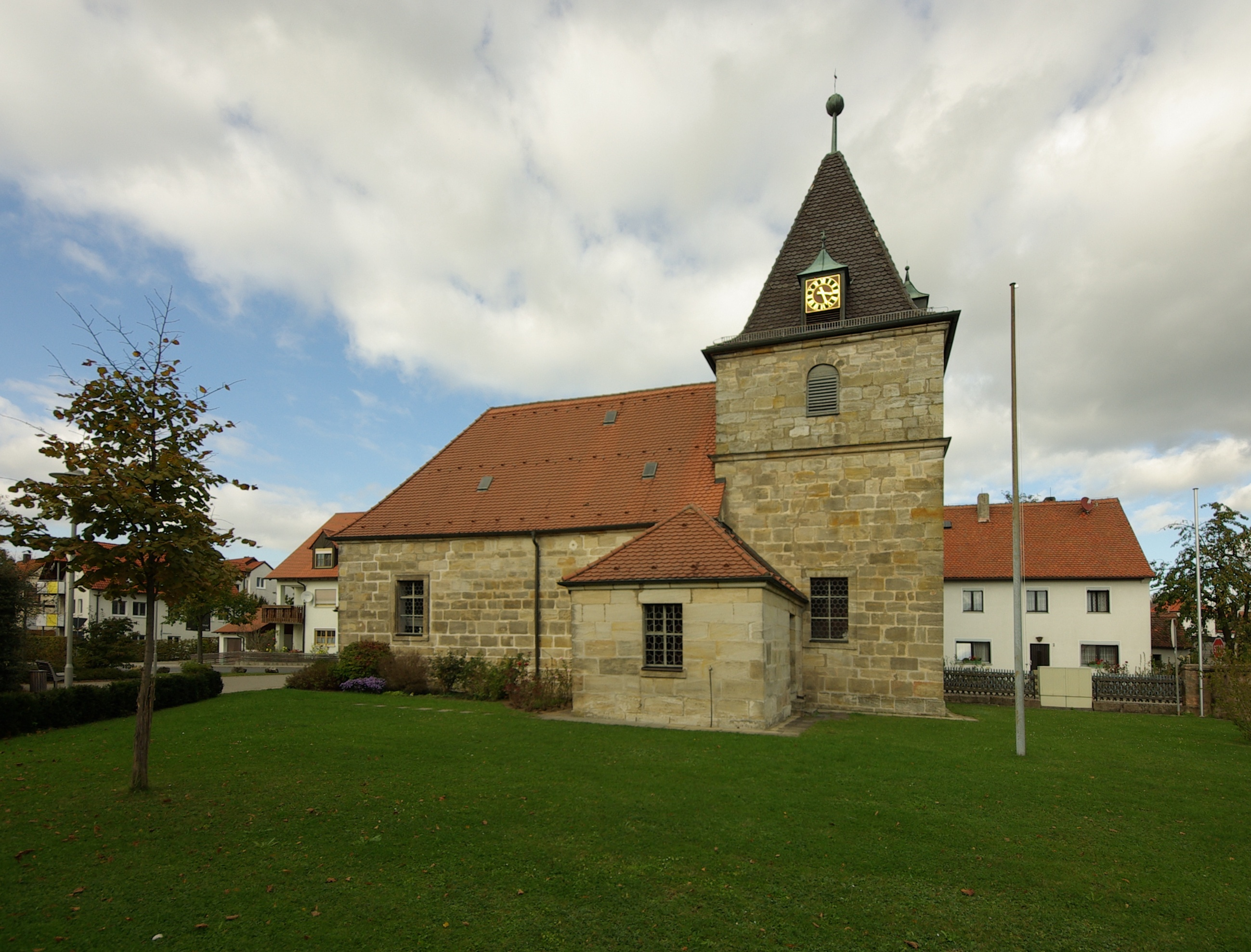
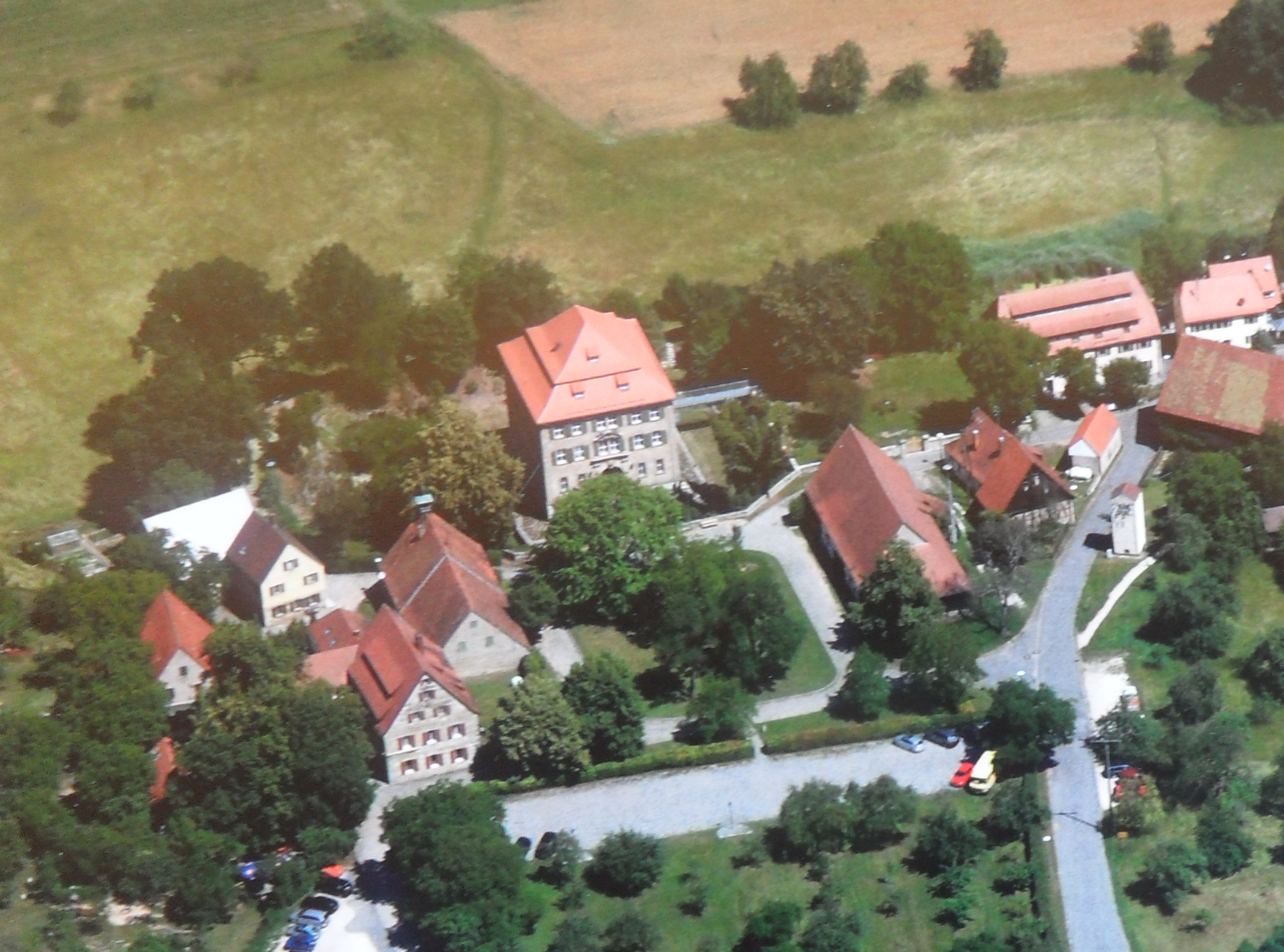
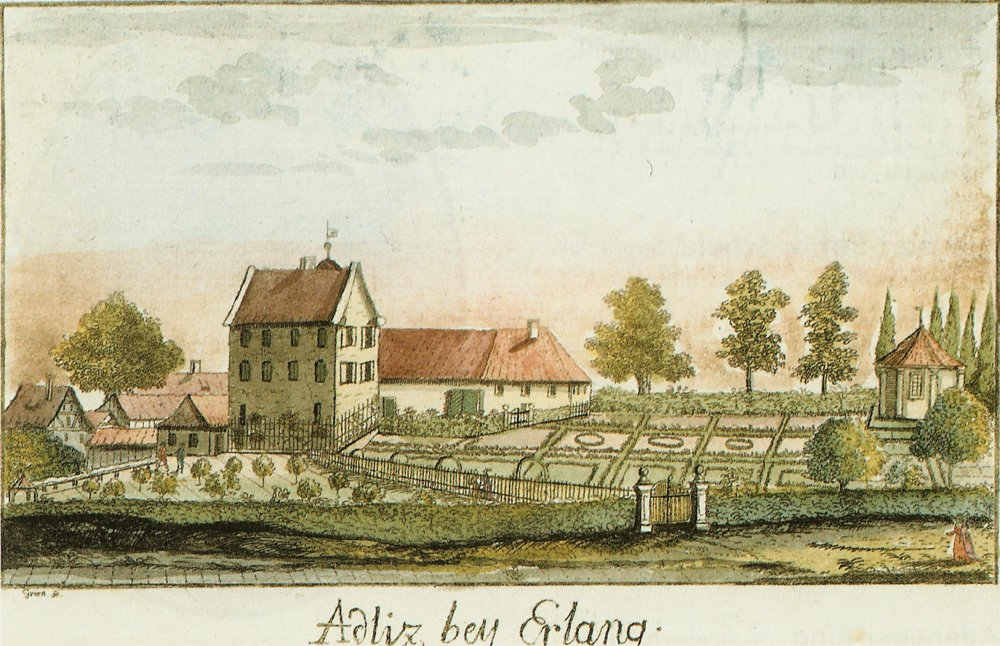